# Dornheim (Iphofen)
Dornheim (fränkisch: Doana) ist ein Gemeindeteil der Stadt Iphofen im unterfränkischen Landkreis Kitzingen. Die Gemarkung Dornheim hat eine Fläche von 11,101 km². Sie ist in 1000 Flurstücke aufgeteilt, die eine durchschnittliche Flurstücksfläche von 11101,04 m² haben. In ihr liegen neben dem namensgebenden Ort die Gemeindeteile Fischhof und die Hohlbrunnermühle. Ursprünglich befand sich auf Dornheimer Gemarkung auch die Siedlung Kleindornheim, die bereits im 14. Jahrhundert verlassen wurde. Sulzbach bestand noch bis ins 15. Jahrhundert. Im 20. Jahrhundert verschwand das Kellerhaus.

## Geologie
Dornheim gehört zur Hellmitzheimer Bucht. Diese schiebt sich tief in den Steigerwald hinein und öffnet sich westwärts zum Maintal.:8

## Geografie
Das Pfarrdorf liegt im Südosten des Iphöfer Stadtgebietes. Nördlich des Ortes verläuft der Zettelbach. Die Staatsstraße 2418 Führt nach Nenzenheim (3,3 km südwestlich) bzw. nach Hellmitzheim (1,7 km nördlich). Die Kreisstraße KT 3/NEA 29 führt zur Bundesstraße 8 bei Altmannshausen (5,2 km östlich). Eine Gemeindeverbindungsstraße führt über die Nierenmühle nach Mönchsondheim zur Kreisstraße KT 1 (3,8 km nordwestlich).

## Geschichte
Die Stelle, an der sich heute Dornheim befindet, war bereits in vor- und frühgeschichtlicher Zeit besiedelt. So grub man mehrere schnurkeramische Gefäße aus. Weitere Funde wurden in den Flurlagen Keilholz und am Hausberg gemacht. Dort entdeckte man vier Hügelgräber aus der Hallstattzeit. Die lange Siedlungsgeschichte wird außerdem durch die Funde einiger provinzialrömischer Gefäße inmitten des heutigen Ortes belegt.
Im Jahr 741 wurde Dornheim in den Quellen erstmals  als „villa Tornhaim“ genannt, obwohl das Dorf zu diesem Zeitpunkt bereits einige Zeit bestanden hatte. Die Pfarrkirche St. Remigius war eines der Gotteshäuser, mit denen das neugegründete Bistum Würzburg im Jahr 741 ausgestattet wurde. Die Kirche war eine der vier Eigenkirchen im Iffgau. Es ist davon auszugehen, dass die Franken von Dornheim aus die Besiedlung weiter vorantrieben.
816 wurde Dornheim als „villa“ (Dorf) ein zweites Mal erwähnt. Das Dorf gehörte zur Grundausstattung des Benediktinerklosters Megingaudshausen, aus dem später die Abtei Münsterschwarzach hervorging. Im Jahr 822 wurde die Schenkung an das Kloster bestätigt. Noch im 9. Jahrhundert kam es zum Besitzerwechsel. Ein gewisser Ezzelo übergab sein Eigentum in „Kurnaha“ und Dornheim dem Kloster Fulda.
Eine weitere Nennung erfolgte in einer päpstlichen Urkunde aus dem Jahr 1182. Papst Lucius III. übergab den Nonnen von St. Theodor in Bamberg Besitz unter anderem in Dornheim. Im Mittelalter wechselten die Dorfherren häufig, zwischen 1300 und 1400 besaßen die Grafen von Castell, die Herren von Hohenlohe, das Kloster Ebrach und die Fuchs von Dornheim einige Güter im Dorf.
Mit dem Jahr 1435 kam Dornheim in den Einflussbereich der Herren von Schwarzenberg. Im Jahr 1462 belagerten die Truppen des Fürstbischofs Johann III. von Grumbach das Dorf während einer Fehde mit dem Markgrafen von Ansbach, Albrecht Achilles, und brannten den befestigten Kirchhof des Dorfes nieder. Um das Jahr 1723 wurde das Dorf „Dornau“ genannt. Damals besaßen die Herren von Limpurg-Speckfeld, das Iphöfer Spital und die Herren von Hutten Zehnrechte im Ort.
Mit der Mediatisierung kam das Dorf im Jahr 1806 zu Bayern. Die Herren von Schwarzenberg übten lediglich noch das Patronatsrecht aus. Im Rahmen des Gemeindeedikts (frühes 19. Jahrhundert) wurde der Steuerdistrikt Dornheim gebildet, zu dem Fischhof und Hohlbrunnermühle gehörten. Wenig später entstand die Ruralgemeinde Dornheim, die deckungsgleich mit dem Steuerdistrikt war. Sie unterstand in Verwaltung und Gerichtsbarkeit dem Herrschaftsgericht Burghaslach und in der Finanzverwaltung zunächst dem Rentamt Scheinfeld, nach dessen Auflösung im Jahr 1818 dem Rentamt Iphofen. 1850 kam Dornheim an das Landgericht Markt Bibart. Für die Verwaltung war ab 1862 das Bezirksamt Scheinfeld zuständig (1939 in Landkreis Scheinfeld umbenannt) und für die Finanzverwaltung ab 1879 das Rentamt Markt Bibart (1919 in Finanzamt Markt Bibart umbenannt), seit 1929 ist es das Finanzamt Kitzingen. Die Gerichtsbarkeit blieb beim Landgericht Markt Bibart, von 1879 bis 1973 war das Amtsgericht Scheinfeld zuständig. Die Gemeinde Dornheim hatte 1964 eine Gebietsfläche von 11,091 km².
Am Ende des Zweiten Weltkriegs wurde der alte Ortskern vollständig zerstört und neben 20 Soldaten starben auch zwei Dorfbewohner. In der Nachkriegszeit wurde das Dorf wieder aufgebaut.
Am 1. Januar 1972 wurde Dornheim im Zuge der Gebietsreform in Bayern nach Iphofen eingemeindet.

### Wappen
| | Blasonierung: „Unter achtmal in Blau und Silber geteiltem Hauptschild in Blau ein silberner Dornenzweig“ |
| Wappenbegründung: Die Teilung von Silber und Blau verweist auf die ehemalige Dorfherrschaft der Fürsten von Schwarzenberg. Der Zweig spielt auf den Ortsnamen an. | |

### Einwohnerentwicklung
Gemeinde Dornheim
| Jahr      | 1818   | 1840   | 1852   | 1855   | 1861   | 1867   | 1871   | 1875   | 1880   | 1885   | 1890   | 1895   | 1900   | 1905   | 1910   | 1919   | 1925   | 1933   | 1939   | 1946   | 1950   | 1952   | 1961   | 1970   |
| Einwohner | 399    | 456    | 440    | 431    | 416    | 450    | 458    | 465    | 475    | 457    | 432    | 442    | 418    | 420    | 419    | 405    | 374    | 362    | 375    | 357    | 403    | 400    | 386    | 398    |
| Häuser    | 95     | 74     |        |        |        |        | 83     |        |        | 85     | 82     |        | 82     |        |        |        | 84     |        |        |        | 69     |        | 77     |        |
| Quelle    | [ 12 ] | [ 20 ] | [ 21 ] | [ 21 ] | [ 22 ] | [ 23 ] | [ 24 ] | [ 25 ] | [ 26 ] | [ 27 ] | [ 28 ] | [ 21 ] | [ 29 ] | [ 21 ] | [ 30 ] | [ 21 ] | [ 31 ] | [ 21 ] | [ 21 ] | [ 21 ] | [ 32 ] | [ 21 ] | [ 14 ] | [ 33 ] |

Ort Dornheim
| Jahr      | 001818 | 001840 | 001861 | 001871 | 001885 | 001900 | 001925 | 001950 | 001961 | 001970 | 001987 | 002000 | 002006 | 002013 |
| Einwohner | 387    | 439    | *416   | 440    | 441    | 390    | 362    | 387    | 369    | 381    | 325    | *335   | *332   | *322   |
| Häuser    | 91     | 72     |        |        | 83     | 80     | 82     | 67     | 74     |        | 78     |        |        |        |
| Quelle    | [ 12 ] | [ 20 ] | [ 22 ] | [ 24 ] | [ 27 ] | [ 29 ] | [ 31 ] | [ 32 ] | [ 14 ] | [ 33 ] | [ 34 ] | [ 1 ]  | [ 1 ]  | [ 1 ]  |

## Baudenkmäler
In Dornheim gibt es zwölf Baudenkmäler:
- Evangelische Kirche (Dornheim)
- Die katholische Pfarrkirche St. Laurentius entstand ursprünglich von 1791 bis 1793. Im Zweiten Weltkrieg brannte das Gebäude bis auf die Grundmauern ab. Lediglich der Turm blieb erhalten. Im Jahr 1960 entstand der Neubau des Gotteshauses. Von der Kirchenburg haben sich nur noch wenige Mauerreste erhalten. Die evangelische Filialkirche wurde im Jahr 1858 gebaut, die Ausstattung wurde im Stile der Neugotik geschaffen.
- Neben den zwei Gotteshäusern haben sich im Ort noch mehrere Gebäude erhalten, die sehenswert sind. Das Gasthaus entstand ursprünglich im 17. Jahrhundert, wurde im Jahr 1926 allerdings umgebaut. Mehrere Wohnhäuser stammen aus dem 18. Jahrhundert.

## Persönlichkeiten
- Nathan Hausmann (1839–1908), Professor in Ansbach[36]
- Rudolf Hahn (1891–1967), Lehrer, Rektor und Seminarleiter, geboren in Dornheim, aufgewachsen in Hüttenheim, als Lehrer in Würzburg und Fröhstockheim, Hahn forschte über die Geschichte des Bezirksamtes Kitzingen[37]
- Alois Schlögl (1893–1957), Politiker (CSU), Schlögl wurde zum Ehrenbürger von Dornheim ernannt